# Idaea epaphrodita
Idaea epaphrodita là một loài bướm đêm trong họ Geometridae.